# Jagałła
Jagałła (forma żeńska Jagałła/Jagałłowa, liczba mnoga Jagałłowie) – polskie nazwisko. W 2013 roku w Polsce nosiło je około 12 osób. Najwięcej osób o tym nazwisku mieszka na terenie Olsztyna. Jest to jedno z rzadszych nazwisk w Polsce.

## Występowanie
Osoby noszące to nazwisko zamieszkują zaledwie dwa miasta/powiaty w Polsce:
- Olsztyn – 7
- Bydgoszcz – 5

## Etymologia
Nazwisko Jagałła pochodzi prawdopodobnie od nazwiska króla Władysława Jagiełły i w XIV-XV wieku notowane było jako Jagiełło, Jagałło, Jagiłło, Jagieł, Jagiełda, Jagał, Jagielno, Jagiełka; od nazw osobowych pochodzenia litewskiego.

## Znane osoby noszące to nazwisko
- Jakub Jagałła (1863–1934) – polski duchowny katolicki, przełożony generalny Zgromadzenia Zmartwychwstańców[3].